# Escúchame (canción)
"Escúchame"  es el título de una canción interpretada por el cantautor y músico puertorriqueño-estadounidense Carlos Ponce, incluída su segundo álbum de estudio titulado, Todo lo que soy (1999). La canción fue escrita y producida por Marco Flores. Fue lanzado como sencillo principal del álbum el 9 de agosto de 1999 por la empresa discográfica EMI Latin. Una balada pop flamenca, presenta a Ponce suplicando a una mujer que ama. La canción recibió reacciones positivas de los críticos musicales, quienes elogiaron su melodía y género. Comercialmente, la canción alcanzó el número uno en las listas Billboard Hot Latin Tracks y Latin Pop Airplay en Estados Unidos. El video musical de la canción fue filmado en el Viejo San Juan en Puerto Rico y presenta al artista impresionando a una mujer en un club. Una versión en portugués de la canción fue lanzada en Brasil, donde alcanzó el número uno en varias de sus ciudades.

## Antecedentes y composición
En 1998, Ponce lanzó su álbum debut homónimo, que generó dos sencillos exitosos ("Rezo" y "Decir adiós") y había vendido más de 450.000 copias en todo el mundo.   El disco llevó a Ponce a ganar el Premio Billboard de Música Latina al Álbum Pop del Año por un Artista Nuevo en 1999.  El 22 de julio de 1999, Ponce anunció que lanzaría su segundo álbum de estudio, Todo lo que soy, que fue lanzado el 21 de septiembre del mismo año y grabado en los Crescent Moon Studios en Miami, Florida.   Ponce reclutó a varios compositores para el proyecto, como Marco Flores, Tim Mitchell y Roberto Blades.  Flores escribió dos de los temas del álbum, incluido "Escúchame", que también produjo.   Una balada pop flamenca,    el cantaor está "suplicando llamadas de amor".  La letra narra la "súplica de un amante a una bella mujer".  El tema utiliza guitarras flamencas y palmas . 

## Promoción y recepción
"Escúchame" lanzado como sencillo principal del álbum el 9 de agosto de 1999.  Ponce interpretó la canción en vivo en un concierto gratuito en Coconut Grove en Miami, Florida, el 28 de septiembre  También cantó la canción en vivo durante un espectáculo de medio tiempo en el juego Miami Dolphins versus Philadelphia Eagles el 24 de octubre de 1999  El video musical de la canción fue filmado en el Viejo San Juan en Puerto Rico y presenta al artista bailando en un club mientras está enamorado de una mujer.   El visual fue nominado en la categoría de Mejor Clip del Año en el ámbito latino en los Billboard Video Music Awards 2000, pero  ante "Ritmo total" (1999) de Enrique Iglesias .  Una versión en portugués de la canción con la participación del cantante brasileño pt fue lanzado exclusivamente en Brasil en 2000 y alcanzó el número uno en varias de sus ciudades, según Crowley Broadcast Analysis.  También se lanzó en Brasil un vídeo musical de la versión portuguesa. 
El editor de Billboard, John Lannert, consideró que la pista estaba "con toques flamencos" y afirmó que su "vibra sonora recuerda los ritmos de Enrique Iglesias ' Bailamos '".  Mario Tarradell ' Dallas Morning News encontró que "Escúchame" era "vigorizante".  Laura Emerick del Chicago Sun-Times destacó la canción en la que Ponce "deja brillar más de su personalidad esta vez" en el disco.  El crítico del Houston Chronicle, Joey Guerra, consideró que la canción "no debería tener problemas para encontrar una audiencia" y elogió la voz de Ponce, ya que funciona "muy bien con los ritmos aireados y las palmas de la canción".  En los Premios ASCAP de la Música Latina de 2001, fue reconocida como la canción latina con mejor interpretación del año en la categoría "Pop/Balada".  Comercialmente, la canción encabezó las listas Billboard Hot Latin Tracks y Latin Pop Airplay en los EE. UU., convirtiéndose en el tercer número uno de Ponce en ambas listas.

## Formatos y lista de canciones
|  | Promotional single 1. Escúchame – 3:14 2. La Entrevista – 6:29 European single 1. Escúchame – 3:14 2. Ameilia (club mix) – 3:41 Remixes 1. Escúchame (The Eurolatin Mix) – 3:16 2. Escúchame (Mannos De Papa Mix) – 3:15 3. Escúchame (Radio Dance Mix) – 3:07 | Pablo Flores remix 1. Escúchame (Pablo Flores Club Mix Radio Edit) – 4:47 Brazilian single 1. Original Version – 3:16 2. Original Version (featuring pt) – 3:17 3. Hitmakers Samba Mix (featuring pt) – 3:27 4. Hitmakers Radio Edit – 3:45 5. Hitmakers Extended Mix – 5:21 6. Version Balada – 3:14 |

## Listas
| Lista (1999)                       | Máxima posicion |
| ---------------------------------- | --------------- |
| Estados Unidos (Hot Latin Songs)   | 1               |
| Estados Unidos (Latin Pop Airplay) | 1               |

| Lista (2000)                    | Posición |
| ------------------------------- | -------- |
| US Hot Latin Tracks (Billboard) | 36       |

### Sucesión en las listas
| Predecesor: «Llegar a ti» de Jaci Velásquez | U.S. Billboard Hot Latin Tracks — Sencillo N°. 1 4 de diciembre de 1999 - 10 de diciembre de 1999 | Sucesor: «Ritmo total» de Enrique Iglesias |

| Predecesor: «O tú o ninguna» de Luis Miguel | U.S. Billboard Latin Pop Airplay — Sencillo N°. 1 4 de diciembre de 1999 - 10 de diciembre de 1999 | Sucesor: «Llegar a ti» de Jaci Velásquez |